# Juglans mexicana
Juglans mexicana là một loài thực vật có hoa trong họ Juglandaceae. Loài này được S. Watson mô tả khoa học đầu tiên năm 1891.